# Ansalonga
Ansalonga (prononcé en catalan : /ənsəˈɫoŋɡə/, et localement : /ansaˈloŋɡa/) est un des huit villages ainsi que l'un des cinq quarts, de la paroisse d'Ordino en Andorre qui comptait 55 habitants en 2021.

## Toponymie
Les formes toponymiques anciennes suivantes sont attestées : Insolalonga (en 1176), Salonga (en 1231), Ensalonga (XIIIe, XIVe et XVe siècles), Ssalonga (XIIIe – XIVe siècle). La forme actuelle Ansalonga est déjà retrouvée en 1444, 1471 et 1499.
Le linguiste catalan Joan Coromines soutient une origine latine au toponyme. En se basant sur la forme la plus ancienne, Insolalonga, il propose une construction à partir de insula longa. Insula n'est ici pas à prendre au sens habituel d'« île » mais au sens de « pré bordant une rivière »,,. La forme Insolalonga est néanmoins un hapax, ce qui fait émettre quelques réserves quant à cette hypothèse.

## Géographie

### Localisation
Ansalonga se trouve au sein de la vallée glaciaire de la Valira del Nord, sur la rive gauche de la rivière, à une altitude de 1 331 m,. Les pentes de la vallée y sont particulièrement abruptes et ravinées de canaux torrentiels ce qui expose au risque d'avalanche. Un verrou glaciaire rocheux latéral vient rétrécir la vallée et protéger le village du vent du nord. 
Accessible par la route route CG-3, Ansalonga se situe entre les villages de Sornàs au sud et de La Cortinada au nord,. Ordino se trouve à 2 km, tandis que la capitale Andorre-la-Vieille n'est distante que d'une dizaine de kilomètres.  
Le GR 11 espagnol passe au dessus du village, accessible par l'intermédiaire du Cami del Grau.

### Climat
| Mois                              | jan. | fév. | mars | avril | mai   | juin | jui. | août | sep. | oct. | nov. | déc. | année |
| --------------------------------- | ---- | ---- | ---- | ----- | ----- | ---- | ---- | ---- | ---- | ---- | ---- | ---- | ----- |
| Température minimale moyenne (°C) | −2,6 | −2,5 | −0,4 | 1,5   | 5,1   | 8,8  | 11,2 | 11   | 8    | 4,8  | 0,7  | −1,7 | 3,7   |
| Température moyenne (°C)          | 1,5  | 2,5  | 5,1  | 6,7   | 10,5  | 14,6 | 17,6 | 17,3 | 13,9 | 9,9  | 5    | 2,2  | 8,9   |
| Température maximale moyenne (°C) | 5,6  | 7,6  | 10,8 | 12,1  | 15,9  | 20,4 | 23,9 | 23,8 | 20,1 | 15,2 | 9,4  | 6    | 14,2  |
| Précipitations (mm)               | 64,4 | 38   | 50,5 | 84,9  | 100,2 | 89,8 | 65,7 | 82,6 | 85,3 | 84,5 | 89,6 | 74,3 | 909,7 |

## Patrimoine et culture
- L'église Sant Miquel d'Ansalonga est une petite chapelle de style baroque du XVIIe siècle située dans le village. Son architecture est simple avec une nef de plan rectangulaire sans abside visible de l'extérieur. Un clocher-mur comportant un arc plein cintre surmonte l'édifice. L'intérieur abrite un retable également du XVIIe siècle dédié à saint Michel[12],[13].
- La route du fer est un itinéraire de randonnée passant par Ansalonga et reliant le village de Llorts à La Massana. Cet itinéraire permet de découvrir le passé minier et sidérurgique de la paroisse d'Ordino[14].
- La fête du village a lieu le 29 septembre[13].

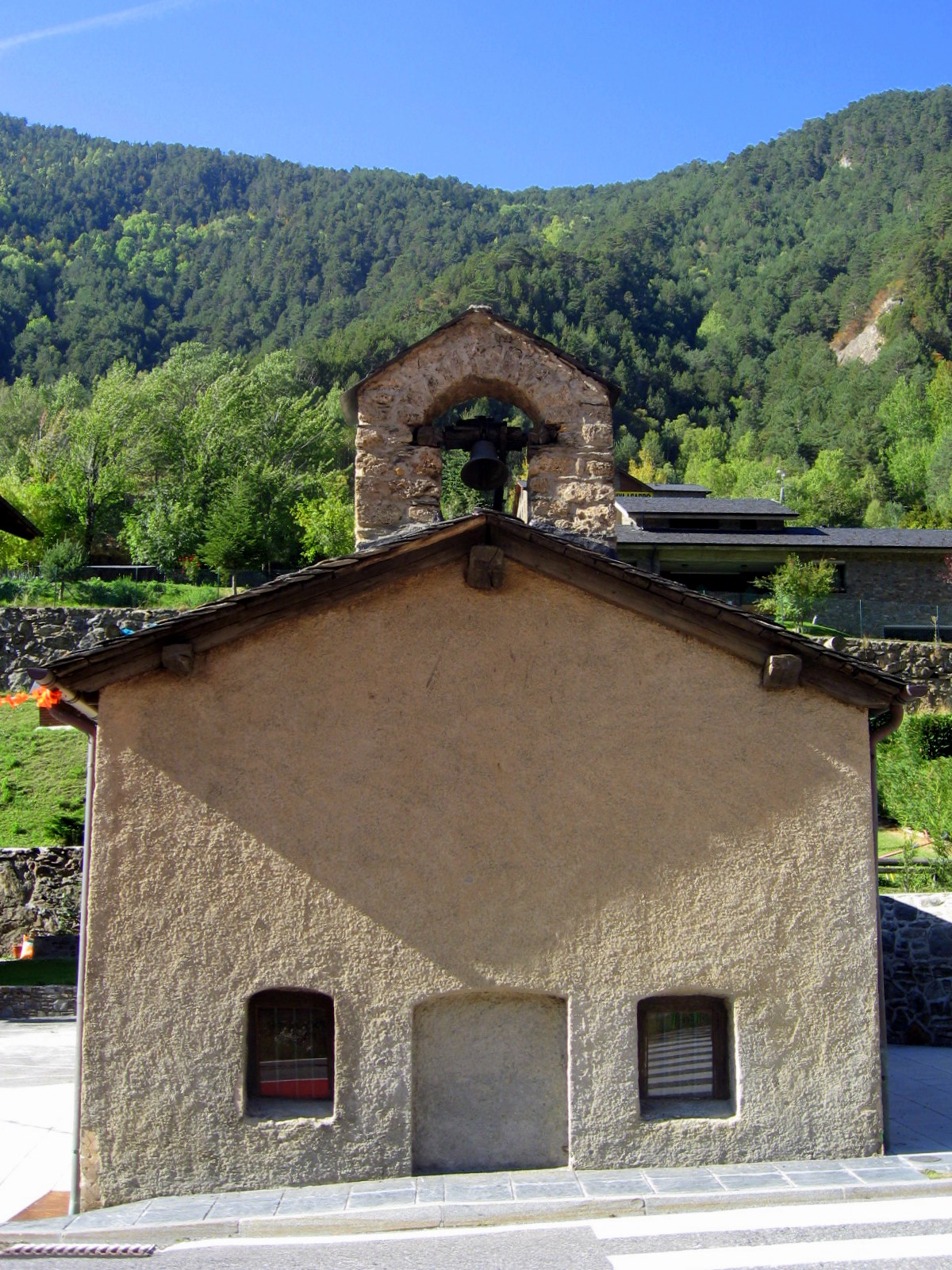
Sant Miquel d'Ansalonga (vue d'ensemble).
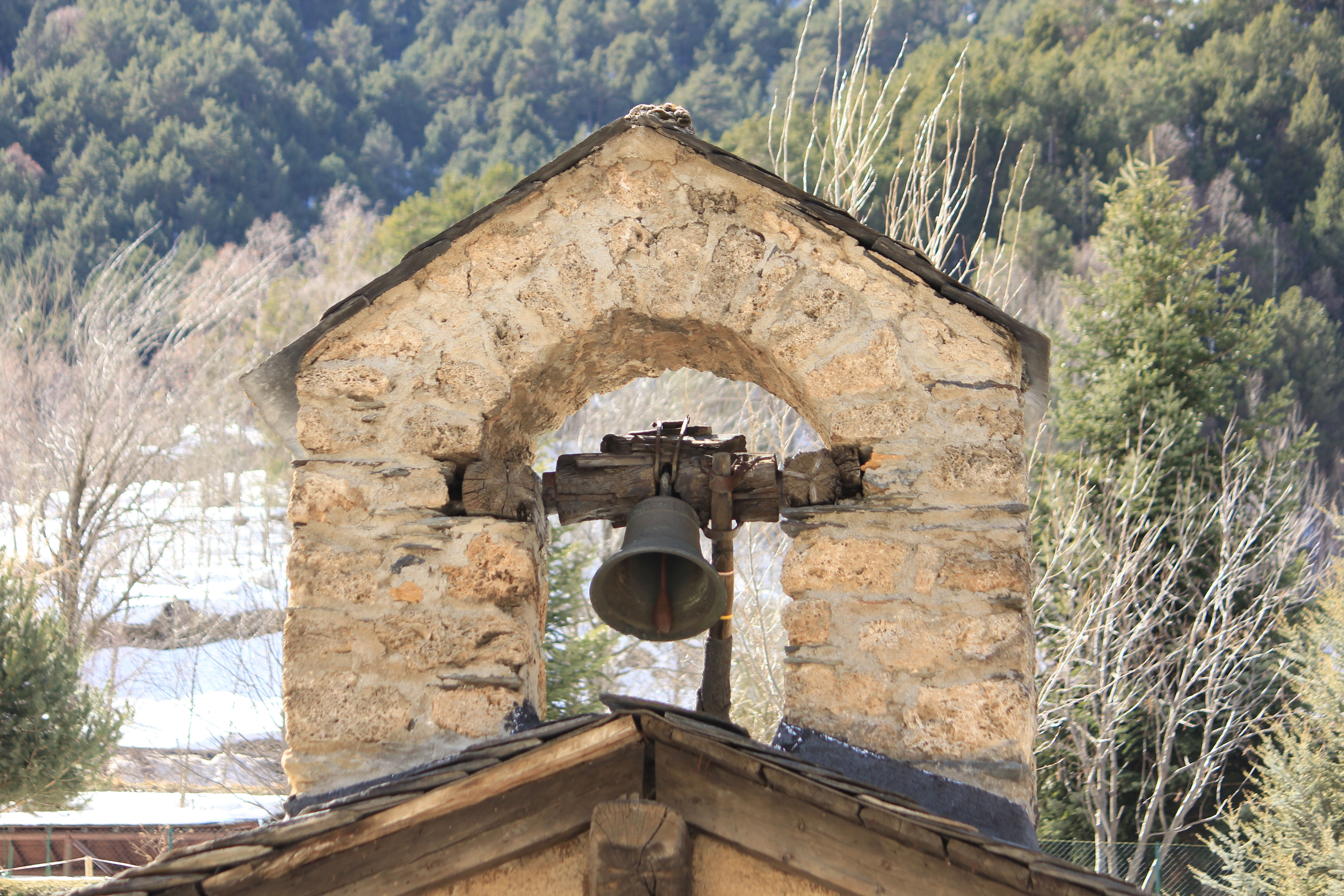
Sant Miquel d'Ansalonga (le clocher-mur).

## Démographie
La population d'Ansalonga était estimée en 1838 à 50 habitants et à 60 habitants en 1875.

### Époque contemporaine
Ansalonga n'a pas connu le développement démographique récent des deux villages voisins que sont Sornàs et La Cortinada et reste ainsi situé dans un environnement très rural.
| 1984 | 1985 | 1986 | 1987 | 1988 | 1989 | 1990 | 1991 | 1992 |
| ---- | ---- | ---- | ---- | ---- | ---- | ---- | ---- | ---- |
| 24   | 24   | 25   | 25   | 24   | 23   | 23   | 32   | 35   |

| 1993 | 1994 | 1995 | 1996 | 1997 | 1998 | 1999 | 2000 | 2001 |
| ---- | ---- | ---- | ---- | ---- | ---- | ---- | ---- | ---- |
| 28   | 27   | 30   | 31   | 35   | 37   | 35   | 37   | 37   |

| 2002 | 2003 | 2004 | 2005 | 2006 | 2007 | 2008 | 2009 | 2010 |
| ---- | ---- | ---- | ---- | ---- | ---- | ---- | ---- | ---- |
| 47   | 51   | 47   | 42   | 46   | 44   | 42   | 38   | 40   |

| 2011 | 2012 | 2013 | 2014 | 2015 | 2016 | 2017 | 2018 | 2019 |
| ---- | ---- | ---- | ---- | ---- | ---- | ---- | ---- | ---- |
| 52   | 55   | 55   | 59   | 59   | 58   | 58   | 56   | 53   |

| 2020 | 2021 | - | - | - | - | - | - | - |
| ---- | ---- | - | - | - | - | - | - | - |
| 55   | 55   | - | - | - | - | - | - | - |